# Territoire de Papouasie
1883–1949
Entités précédentes :
- Queensland

Entités suivantes :
- Territoire de Papouasie et Nouvelle-Guinée

Le territoire de Papouasie était une possession australienne recouvrant le quart sud-est de la Nouvelle-Guinée. Annexé par le Queensland en 1883, annexion refusée par le gouvernement britannique, qui concède un protectorat en 1884, sous impulsion australienne, ce territoire est d'abord un protectorat (jusqu'en 1888) puis une colonie britannique appelée Nouvelle-Guinée britannique. En 1905, elle passe formellement sous contrôle australien et prend le nom de Papouasie. Cette situation perdure jusqu'en 1949, date de sa fusion avec le territoire de Nouvelle-Guinée pour donner naissance au territoire de Papouasie et Nouvelle-Guinée. Ce territoire a été marqué par la longue administration d'Hubert Murray, de 1907 à 1940.

## Histoire
La colonisation du territoire débute sous l'impulsion du Queensland, qui craignait que l'Allemagne ne prenne possession de toute la partie orientale de la Nouvelle-Guinée. En novembre 1884, le commodore James Elphinstone Erskine déclare un protectorat britannique sur la côte sud-ouest de l'île, sous le nom de Nouvelle-Guinée britannique. Ce protectorat est administré par le Royaume-Uni, qui y nomme un commissaire spécial sous l'autorité du haut commissaire pour le Pacifique occidental. L'administration est financée par les colonies australiennes, le Royaume-Uni assurant simplement l'entretien du navire de l'administrateur. 
En 1888, le protectorat devient une colonie britannique où les décisions sont prises conjointement par le Royaume-Uni et le Queensland au nom des colonies australiennes. En 1898, lorsqu'il devient clair que ces colonies vont se fédérer pour former une seule colonie, le Royaume-Uni se prépare à lui transférer le contrôle de la Papouasie. Ce n'est cependant qu'en 1905 que le parlement du Commonwealth d'Australie vote le Papua Act (en) qui fait de la Nouvelle-Guinée britannique un territoire externe de l'Australie dénommé « Papouasie ». Le contrôle dual sur la colonie est aboli, l'administrateur du territoire devenant un lieutenant-gouverneur responsable devant le seul gouverneur général d'Australie. 
Ce système reste en vigueur jusqu'en 1945, date à laquelle la Papouasie fusionne avec le territoire de Nouvelle-Guinée pour donner naissance au territoire de Papouasie et Nouvelle-Guinée. Le territoire de Papouasie forme désormais la partie sud de la Papouasie-Nouvelle-Guinée.

## Liste des administrateurs coloniaux du territoire
Magistrat de police pour le Queensland en Nouvelle-Guinée (1883)
- Henry Chester (1883)

Commissaire spécial pour la Grande-Bretagne en Nouvelle-Guinée (1884–1888)
- Sir Peter Scratchley, 1884–1886 (†)
- Hugh Hastings Romilly, 1886 (intérim)
- John Douglas 1886–1887 (intérim)

Administrateur (1888–1895) puis Lieutenant-gouverneur (1895–1942)
- Dr puis Sir William MacGregor, 1888–1897
- Sir George Le Hunte, 1898–1903
- Juge C. S. Robinson, 1903–1904 (intérim, †)
- Capitaine Francis Rickman Barton, 1904–1907 (intérim)
- Hubert Murray, avril 1907-1908 (intérim)
- Sir Hubert Murray, 1908–1940 (†)
- Hubert Leonard Murray, 1940–1942 (intérim)

Administration militaire (1942-1946)
En 1942, l'administration est suspendue à la suite de la guerre et remplacée par une administration militaire.
- Major-général Basil Morris, 1942–1946

En 1945, la Papouasie et la Nouvelle-Guinée fusionnent pour former le territoire de Papouasie et Nouvelle-Guinée.